# Euchalcia uraliensis
Euchalcia uraliensis là một loài bướm đêm trong họ Noctuidae.